# Château de Leignon
 (août 2017).
Si vous disposez d'ouvrages ou d'articles de référence ou si vous connaissez des sites web de qualité traitant du thème abordé ici, merci de compléter l'article en donnant les références utiles à sa vérifiabilité et en les liant à la section « Notes et références ».
Le château de Leignon se situe en Wallonie, dans la province de Namur (Belgique), à quelques kilomètres au sud de Ciney, dans le Condroz. Dans sa forme actuelle, il date de la fin du XIXe siècle. Le château de Leignon a été en rénovation pendant trente années pour le remettre dans son état d’origine, il a été magnifiquement restauré par ses propriétaires actuels, la famille d'Albert Karaziwan. Privé, il ne se visite pas.

## Histoire
Située sur un ancien domaine relevant de l'abbaye de Stavelot, un bâtiment ancien existait encore avant la modification du château ; ses origines pourraient remonter au XVIIe siècle. Vers 1890, le diplomate belge Isidore Eggermont acquit le château et plus de 400 hectares de dépendances, comprenant une exploitation agricole, des terres et des bois. Ce richissime gantois fit reconstruire un château autour du noyau ancien ; dessiné par l'architecte belge Auguste Van Assche, le château prit sa morphologie actuelle.
Racheté en 1953 par la Société nationale des chemins de fer belges (SNCB) à la famille Eggermont, le domaine fut progressivement morcelé au XXe siècle.[réf. nécessaire] Depuis 1989, le château et son parc de 11 hectares sont une propriété privée, séparée des bâtiments agricoles et des terres. Les écuries et les dépendances situées à proximité immédiate du château sont la propriété d'une association de jeunesse néerlandophone, l'ancienne ferme du domaine appartient à un tiers, ainsi que les terres.
Le château a été un centre de vacances de l'AEP (à l'origine "Aide aux Enfants des Prisonniers de guerre") et des camps de vacances y étaient organisés pour les enfants alors que les adolescents s'initiaient à l'équitation.[réf. nécessaire]
Depuis 2006 enfin, le domaine attenant au château fait l'objet d'un entretien ; il ne se visite pas.

## Architecture
Le château a été bâti dans un style éclectique où domine le gothique brabançon (ou espagnol). Massif, le bâtiment est appareillé de moellons de calcaire uniformes, à l'exception d'une tour carrée, bâtie en briques et chaînée de calcaire aux angles et coiffée de créneaux. La façade arrière donne à voir quatre tours ; deux rondes, flanquant une tour carrée, et une octogonale. À l'exception de la tour carrée, qui dispose d'une terrasse en son sommet, les tours sont chapeautées d'une toiture en clocher, chacune différant des autres par le dernier registre des niveaux sous toiture d'ardoise.
Le reste du château est construit en L, sous-toiture à deux pans, dont les corniches sont garnies de créneaux rappelant une forteresse médiévale. Différentes tourelles, poivrières et bow-windows achèvent d'animer l'aspect extérieur. Une mosaïque millésimée de 1901 décore le perron abrité par un auvent, à l'arrière du château.
L'intérieur du bâtiment, au rez-de-chaussée, obéit également à l'éclectisme ; ainsi en est-il d'une succession de pièces consacrées l'une au style Napoléon III, une autre au romantisme d'inspiration médiévale, une autre encore à la transition Art nouveau - Art déco (la bibliothèque, par ailleurs en acajou massif). Les fenêtres à meneaux de pierre sont ornées de médaillons de verre peint illustrant des pays exotiques et des blasons de villes ou de familles belges. L'un des salons est orné de papiers peints de scènes historiques relatives à Leignon, faisant face à une exceptionnelle cheminée en albâtre.
Le premier étage se rattache au style romantique, par l'illustration des voyages d'Isidore Eggermont, peints en médaillons sur les murs du premier palier. Une chapelle de style gothique complète l'éventail des architectures présentes dans le château..

## Le parc
D'une surface avoisinant les 11 hectares, le parc actuel est un reliquat de l'ensemble des possessions du domaine d'origine du château de Leignon. Néanmoins, il comporte encore quelques arbres remarquables par leurs dimensions (tels plusieurs séquoias ainsi que des spécimens d'essences indigènes, bien visibles dans le paysage). Sans structure particulière, le parc se partage entre de vastes pelouses pâturées bordées de sous-bois, que parcouraient des chemins aujourd'hui partiellement effacés.